# Patos
Patos er en appelform som bruges ved tale, samtale e.l. 
Denne form lægger vægt på at man appellerer til følelserne blandt tilhørerne. Den anvendes ofte som et retorisk virkemiddel i forbindelse med taler, reklamer m.m., hvor den har en specielt god evne til at overbevise de tilhørende om noget bestemt.
Eks: I en tale, henviser taleren til en sørgelig begivenhed, der engang blev oplevet[kilde mangler]. Dette er patos.
Når man anvender denne form for tale taler man ofte i billeder, og ens stemmeføring er særlig vigtig i denne type tale.
| Sprog | Spire Denne artikel om sprog er en spire som bør udbygges. Du er velkommen til at hjælpe Wikipedia ved at udvide den. |